# WILD RUSH
「WILD RUSH」（ワイルド・ラッシュ）は、1999年2月3日にリリースされたT.M.Revolution11枚目のシングル。発売元はアンティノスレコード。

## 概要
- 本人出演の資生堂『ティセラ ジャングルジャングル』CMソングに起用され、33.2万枚（オリコン調べ）のセールスを記録した[1]。
- 本作がT.M.Revolution封印前にリリースされた最後のシングルであり、また最後の8cmCDシングルとなった。本作のリリース後にT.M.Revolutionとしての活動を封印する事が発表され、翌2000年までの1年間は「the end of genesis T.M.R.evolution turbo type D（略称：T.M.R-e）」として活動した。
- CMやミュージック・ビデオでは、猿をモチーフにした野生的な衣装で登場した。

## 収録曲
作詞：井上秋緒　作曲・編曲：浅倉大介
1. WILD RUSH
  - 出版社：ソニー・ミュージックアーティスツ
2. WILD RUSH (Original Backing Track)

## 収録アルバム
- The Force（#1,Album mix）
- DISCORdanza Try My Remix 〜Single Collections（#1,Spice Cat U-Mix）
- B★E★S★T（#1）
- 1000000000000（#1）
- UNDER:COVER 2（#1,セルフカバー）